# Ye-8 (航空機)
 Ye-8 / E-8
- 用途：戦闘機
- 設計者： ミコヤン・グレビッチ設計局
- 製造者：
- 初飛行：1962年4月17日
- 生産数：2機
- 運用状況：不採用

Ye-8(ロシア語:Е-8)は、ソビエト連邦のミコヤン・グレビッチ設計局が試作した戦闘機である。
2機が製造され、1号機はYe-8/1（機首に赤字で81と描かれた）、2号機はYe-8/2（同82）と呼ばれた。制式採用されればMiG-21Mの型式を与えられる予定であった。

## 概要

### 開発の経緯
MiG-21は軽量かつ安価な戦闘機として東側陣営のベストセラー機となったが、初期型のMiG-21FとMiG-21F-13にはレーダーの未装備という欠点があった。レーダー搭載型の開発は1957年に始まり、後にMiG-21PFとして実用化されるが、それとは別にソ連空軍は大型のレーダーを搭載する本格的な全天候戦闘機の開発を求めた。
1960年5月、ミコヤン・グレビッチ設計局（第155設計局）はさらなる発展型の開発に着手。1960年12月に1/20モデル制作、1961年6月1日に最終仕様が決定、MiG-21PFを再設計してエアインテーク（吸気口）を胴体下面に移設し、機首にTsD-30TP サプフィールレーダーを装備し、燃料タンクをインテグラル化、Ye-6T/3でテストしたカナードを採用したYe-8を製作した。
胴体は新設計となったが、主翼や尾翼はMiG-21PFと変わらず、動翼作動機構や油圧装置などもそのまま踏襲された。水平尾翼の位置はMiG-21PFより約135 mm下方に移された。垂直尾翼端は大型化された。前輪が跳ね上げる異物を吸い込むのを避けるため、前脚はインテークの後方に配され、MiG-21PFより約1.6 m後方に移動した。前輪のサイズは600×200 mmに大型化されたが、主脚はMiG-21PFの物がそのまま用いられた。
レドーム後方に新設された全幅2.6 mのクリップドデルタ型カナードは、作動機構を持たない遊動型であった。水平位置に固定されると縦方向の安定性を強化し、揚力/抵抗比を2倍に向上させ、高度15,000 mでの耐G制限を2.5から5.1に向上させた。遷音速でのピッチおよびロール性能はMiG-21PFと同等だが、マッハ1.36でカナードを水平位置に固定した場合は10-12 %上回った。しかし、このカナードは高度9,500 - 13,500 m、マッハ0.98 - 1.08でフラッターを発生させた。対策としてカナード前縁にフラッター防止棒（マスバランス）を追加したが、フラッター防止棒を備えた状態での飛行試験は行われていない。
固定武装は無く、当初はK-23長距離空対空ミサイル2発の搭載が考えられていたが、最終仕様ではK-13空対空ミサイル2発を搭載することとされた。1/20モデルでは、主翼下面に加えて主翼端にも空対空ミサイルを装着していた。
エンジンは当初R-11F-300が用いられる計画であったが、開発中にR-21F-300に変更された。
1962年3月5日に試作1号機がMMZ工場からロールアウト、同4月17日に初飛行し、同6月29日に試作2号機が初飛行した。インテークの自動作動式可変ランプにトラブルが発生したものの、性能は良好で実用化も有望とされたが、エンジンのR-21F-300が信頼性に欠け、9月11日に1号機がエンジン故障により爆発して墜落、2号機のエンジンも不調が続き、R-21F-300共々、本機の採用は見送られた。
降着脚が出ている時には右側に折り畳まれる、尾部下面の大型ベントラル・フィンなど、構成要素の内のいくつかはMiG-23などに生かされた。
また、F-16よりも以前に胴体下面インテークを採用したことは特筆に価する。インテーク形状は1956年に初飛行したF-107に酷似している。F-107のインテークは胴体上面であるが「F-100の機首にレーダーを搭載するためインテークを移設した」という事情はYe-8と同様である。

### 西側の反応
当時の西側陣営では当機の存在を察知できなかったため、NATOコードネームは設定されていない。
1988年に当機の情報が伝えられた時、西側航空誌や報道等により「新型MiG-35が開発され、インド空軍がテスト飛行を行っている」と噂され、インド政府やミグ設計局が公式に噂を否認するといった出来事もあった。

## スペック
- 全長：14.90 m
- 全幅：7.15 m
- 全高：--- m
- 翼面積：23.13 m2
- 空虚重量：6,800 kg
- 最大離陸重量:8,200 kg
- 発動機：R-21F-300 ターボジェットエンジン×1基
- 最大速度：2,230 km/h
- 実用上昇限度：20,000 m